# Sajga tatarská
Sajga tatarská (Saiga tatarica), případně pouze sajga, je antilopa původem z eurasijských stepí. Řadí se mezi antilopy, do samostatné podčeledi Saiginae. Je jediným zástupcem rodu sajga. Jejím typickým znakem je zvláštně tvarovaný čenich.

## Pojmenování
Slovo sajga pochází z turkických jazyků, do češtiny se dostalo prostřednictvím ruského názvu sajgak. Ve Střední Asii je sajga známa jako akböken, tj. bílá gazela, což je narážka na světlé zbarvení zimní srsti. Ve starší české literatuře, např. u J. S Presla nebo v prvních překladech Brehmova Života zvířat bylo slovo sajga nebo sajka používáno jako synonymum dnešního slova antilopa.

## Poddruhy
Byly popsány celkem čtyři poddruhy, z toho dva již vyhynuly a zbylé dva se ještě vyskytují: sajga tatarská (Saiga tatarica tatarica) a sajga mongolská (Saiga tatarica mongolica).

## Popis

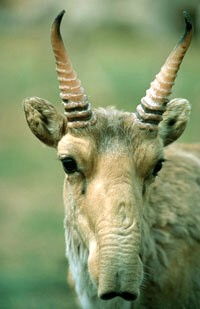
Sajga tatarská

Sajga v dospělosti dorůstá délky 110–145 cm, výšky v kohoutku 60–80 cm, její váha se pohybuje v rozmezí 23–50 kg. Sajga má oproti ostatním antilopám krátké nohy, zavalitou postavu a velkou hlavu. Typický je pro ni prodloužený, silně vydutý čenich s dolů směřujícími nozdrami a s velkou nosní dutinou uvnitř. Slouží k filtrování prachem nasyceného vzduchu v létě a k ohřívání mrazivého vzduchu v zimě. Samec má čenich delší než samice a v období říje se mu ještě zvětšuje. Ušní boltce jsou nápadné krátké a zakulacené. Rohy nosí pouze samec, mají voskově nažloutlou barvu, jsou výrazně kroužkované, lyrovité a mohou měřit až 35 cm. Zbarvení a struktura srsti se liší podle ročního období. Krátká letní srst je na horní straně skořicově žlutohnědá, na dolní straně je světlejší. Zimní srst je mnohem delší a hustší než srst letní, má světle šedou až žlutavou barvu. Obřitek je vždy bílý, podobně jako u srnce. Sajgy v zimní srsti vypadají zavalité a trochu se podobají ovcím.

## Rozšíření a biotop
V pleistocénu se sajgy vyskytovaly v celé Eurasii, včetně území Česka, kde žily společně se soby, mamuty, pižmoni a divokými koňmi. Zasahovaly až do Severní Ameriky, jejich pozůstatky byly objeveny na Aljašce a v západní Kanadě. Postupně se areál zmenšoval v důsledku klimatických změn na konci glaciálu a později i v důsledku lovu. Ještě ve středověku obývaly rozsáhlé území od severní Číny po Karpaty. V současné době obývají stepi západního Mongolska a Kazachstánu, okrajově zasahují na území Ruska, Uzbekistánu a Číny. V evropské části Ruska se vyskytují pouze v Kalmycku. Žijí také v rezervaci Askania-Nova na jihu Ukrajiny, kam byly zpětně vysazeny na konci 19. století. Životním prostředím sajgy je nížinná step s porosty pelyňku, šalvěje a vysokých travin, zejména kavylů. Vyhýbá se lesům, horám i pouštním oblastem.

## Potrava
Sajgy patří, stejně jako ostatní antilopy, mezi přežvýkavce. Živí se trávou a různými bylinami. Na rozdíl od jiných přežvýkavců žerou rády i aromatické byliny, jako je pelyněk, šalvěj a dobromysl. V zimním období žerou také lišejníky. Chutnají jim také slanomilné rostliny, jako slanorožec a slanobýl. Lížou rovněž sůl, kterou nacházejí na březích slaných jezer a bažin (solončaků).

## Rozmnožování
Samci sajgy jsou v době říje, která probíhá v listopadu a prosinci, velmi agresívní. Vytvářejí si harémy 5–15 samic, které obhajují. V této době spolu samci zápasí, ostrými rohy se vzájemně často vážně zraní nebo usmrtí. Březost trvá pět měsíců. Mláďata se rodí na jaře, obvykle se rodí dvojčata. Matka mláďata ukrývá ve vysoké trávě a několikrát denně je tam chodí nakojit. Mláďata sajgy se v této době často stávají kořistí vlků a orlů. Samice rodí většinou hromadně na vhodných místech, např. ve stržích a údolích, kde jsou mláďata alespoň částečně chráněna před útoky predátorů. Fakt, že samice v celé populaci rodí takřka zároveň, poněkud snižuje tlak predátorů. Až ve druhém týdnu života mládě matku následuje.

## Způsob života
Sajgy jsou velmi společenské. Nevytvářejí teritoria, ale jsou neustále v pohybu. Na místech s dobrou pastvou se zdrží několik dní, ale oblastmi s chudou vegetací pouze protahují. Táhnoucí stádo za den může urazit více než 100 km. Na jaře vytváří sajgy s mláďaty menší stáda čítající 12–40 jedinců, která se na podzim při migracích spojí a tvoří obrovská stáda. Hlas sajgy se podobá bečení, je však kratší a hrubší, mláďata bečí stejně jako domácí jehňata.

## Ochrana a ohrožení
Početnost populace sajg klesá již od 19. století. V roce 1919 byl zakázán její lov na území tehdejšího Sovětského svazu, ale po roce 1950 byl povolen regulovaný odstřel. V současné době jsou sajgy chráněny ruskými i kazachstánskými zákony. V minulosti lovili Rusové, Tataři i Kazaši sajgy pro maso a kůži, často s pomocí chrtů a ochočených orlů skalních. V posledních dvaceti letech představuje hrozbu pytlácký lov, především pro rohy, které jsou ceněny jako trofeje a využívá je také tradiční čínská medicína. Čínská medicína využívá i bezoárové koule z předžaludků sajgy. Pytláci loví sajgy často pomocí vrtulníků nebo terénních vozů. Kořistí se stávají zpravidla samci, čímž vzniká v populaci nepoměr pohlaví a snižuje se reprodukce.
V roce 2017 byl započat projekt monitoringu sajg mongolských (poddruh sajgy tatarské), který zajišťují ochranářské organizace WWF Mongolia a WCS Mongolia a který začala podporovat také Zoo Praha. Dvacet jedinců bylo označeno telemetrickými obojky tak, aby bylo možné sledovat jejich přesuny, reakce na změny počasí či vznik epidemie. Výsledky ze zimy 2018 ukázaly, že při tehdejší kruté zimě (teplota –40 stupňů Celsia) se silným větrem a sněhem sajgy v průběhu čtyř dní absolvovaly čtyřikrát až sedmkrát delší cestu než za běžné situace. I tak uhynula skoro polovina sledovaných jedinců. Situaci se však snaží vyvažovat aktivita místních ochránců, kteří na místa vybraná dle monitoringu sajg dovážejí krmivo.
Z hlediska ochrany se jedná o téměř ohrožený druh, přičemž populační trend postihují dramatické výkyvy.

## Chov v zajetí
V zajetí jsou sajgy výjimečně choulostivé, snadno onemocní a uhynou. Zvláště náchylné jsou k chorobám dýchacích cest. Jejich úspěšné rozmnožování v zajetí je výjimkou. V současné době nejsou chovány v žádné zoo v Česku, v minulosti je chovaly Zoo Brno, Zoo Liberec, Zoo Plzeň, Zoo Praha a naposledy Zoopark Chomutov (od roku 2004), výsledky však nebyly příliš uspokojivé. V rámci Evropy byly chovány přibližně v pěti desítkách zoo, ale aktuálně jsou k vidění jen v Zooparku Askanyia Nova na Ukrajině. Na Slovensku byly chovány v minulosti v Zoo Bojnice a Zoo Bratislava.

## Panzootie v roce 2015
Okolo 10. května 2015 začaly sajgy z neznámých příčin masivně hynout. Podle kazachstánských úřadů bylo k 29. květnu napočítáno téměř 121 tisíc uhynulých sajg, což představovalo skoro polovinu celé kazachstánské populace (mimo Kazachstán přitom žije jen asi 10 % sajg). Podle pozdějších čísel uhynulo během pouhých dvou květnových týdnů celkem 134 tisíc sajg (další zdroj uvádí dokonce 148 800 uhynulých sajg). Podle pracovníků UNEP by za úhynem mohly být dva patogeny, Pasteurella a Clostridia, a z neznámých příčin oslabený imunitní systém.
Nejedná se o první masivní vymírání tohoto typu, další jsou známy z doby Sovětského svazu, žádné ale nebylo tak dobře zdokumentováno.